# Lepturges callinus
Lepturges callinus es una especie de escarabajo longicornio del género Lepturges, categorizada en la tribu Acanthocinini, de la subfamilia Lamiinae. Fue descrita por Bates en 1885.

## Descripción
Mide 6,3-7,4 mm de longitud.

## Distribución
Se distribuye por Bolivia, Costa Rica, Guatemala, Guayana Francesa y Honduras.